# Тынисмяэ
Ты́нисмяэ (эст. Tõnismäe) — микрорайон в районе Кесклинн города Таллина, столицы Эстонии. 

## География

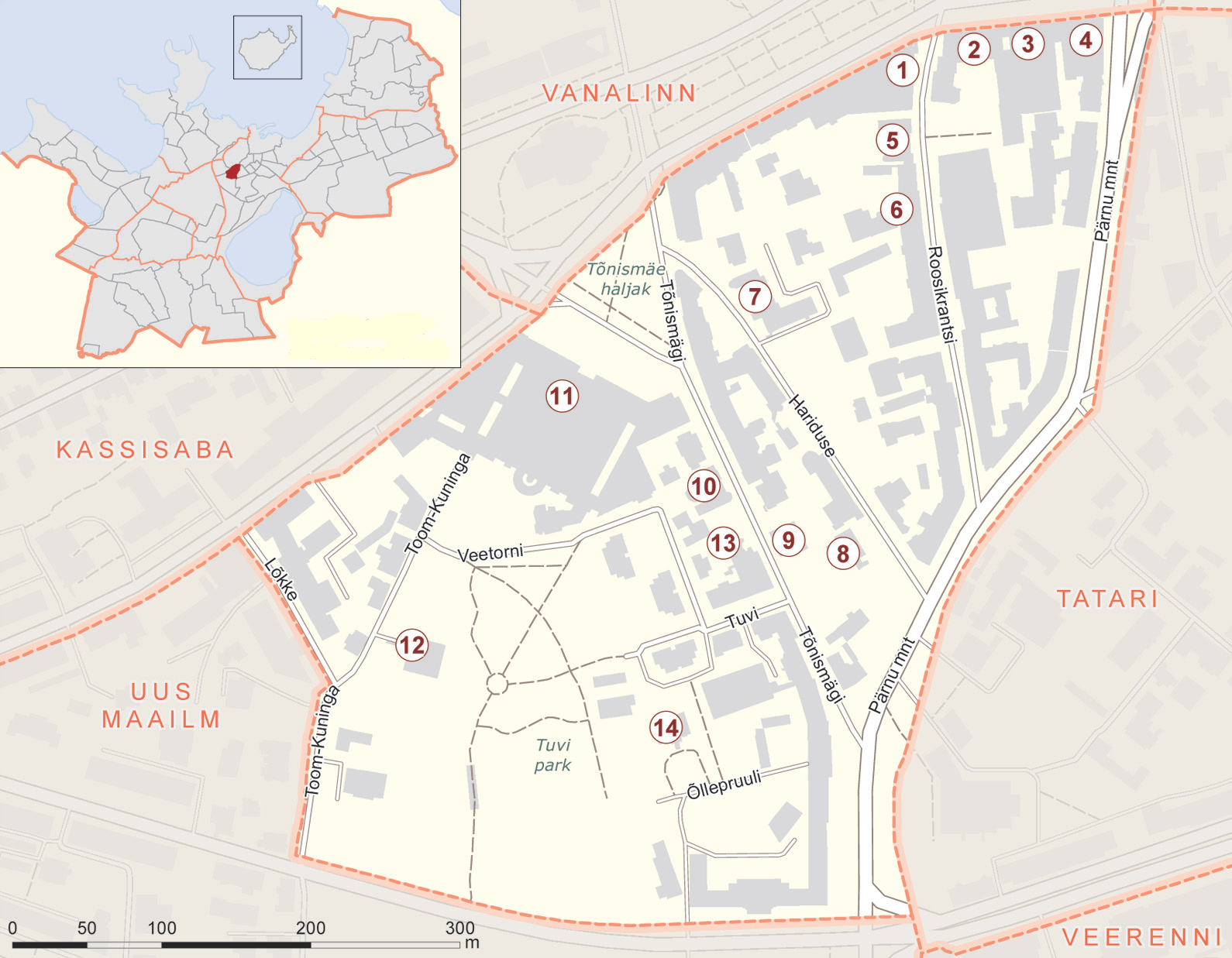
Карта микрорайона Тынисмяэ

Расположен в центральной части Таллина. Граничит с микрорайонами Ваналинн, Кассисаба, Уус-Мааильм и Татари. На территории микрорайона находятся холм Тынисмяги, сквер Тынисмяэ и парк Туви. Площадь микрорайона Тынисмяэ — 0,22 км². Плотность населения на 1 января 2023 года — 7281,8 чел/км².

## Улицы и площади
В микрорайоне пролегают улицы Веэторни, бульвар Каарли, Лыкке, Пярнуское шоссе, улицы Роозикрантси, Суур-Амеэрика, Тоом-Кунинга, Туви, Тынисмяги, Харидузе, Эндла и расположена площадь Вабадузе. 
На территории микрорайона расположен cквер Тынисмяэ, с 18 мая 1945 года до 12 апреля 1996 года носивший название Площадь Освободителей (эст. Vabastajate väljak). 25 сентября 1944 года там были похоронены воины Советской Армии, погибшие в боях за освобождение Таллина от немецко-фашистских захватчиков. В 1947 году на братской могиле был установлен памятник, в 1964 году перед ним зажжён Вечный огонь. В 1995 году сквер был внесён в Государственный регистр памятников культуры Эстонии как памятник истории. 27 апреля 2007 года монумент «Бронзовый солдат» из сквера был перенесён на Военное кладбище Таллина.

## Население
| Численность населения микрорайона Тынисмяэ на 1 января по данным Регистра народонаселения | Численность населения микрорайона Тынисмяэ на 1 января по данным Регистра народонаселения | Численность населения микрорайона Тынисмяэ на 1 января по данным Регистра народонаселения | Численность населения микрорайона Тынисмяэ на 1 января по данным Регистра народонаселения | Численность населения микрорайона Тынисмяэ на 1 января по данным Регистра народонаселения | Численность населения микрорайона Тынисмяэ на 1 января по данным Регистра народонаселения | Численность населения микрорайона Тынисмяэ на 1 января по данным Регистра народонаселения | Численность населения микрорайона Тынисмяэ на 1 января по данным Регистра народонаселения |
| 2008                                                                                      | 2010                                                                                      | 2011                                                                                      | 2012                                                                                      | 2013                                                                                      | 2014                                                                                      | 2015                                                                                      | 2016                                                                                      |
| ----------------------------------------------------------------------------------------- | ----------------------------------------------------------------------------------------- | ----------------------------------------------------------------------------------------- | ----------------------------------------------------------------------------------------- | ----------------------------------------------------------------------------------------- | ----------------------------------------------------------------------------------------- | ----------------------------------------------------------------------------------------- | ----------------------------------------------------------------------------------------- |
| 1105                                                                                      | ↗1181                                                                                     | ↗1210                                                                                     | ↗1241                                                                                     | ↗1280                                                                                     | ↗1404                                                                                     | ↘1391                                                                                     | ↗1429                                                                                     |
| 2017                                                                                      | 2018                                                                                      | 2019                                                                                      | 2020                                                                                      | 2021                                                                                      | 2022                                                                                      | 2023                                                                                      |                                                                                           |
| ↗1460                                                                                     | ↘1428                                                                                     | ↘1358                                                                                     | ↗1378                                                                                     | ↗1458                                                                                     | ↗1526                                                                                     | ↗1602                                                                                     |                                                                                           |

## Государственные учреждения и посольства
- Таллинская горуправа[эст.], площадь Вабадузе 7;

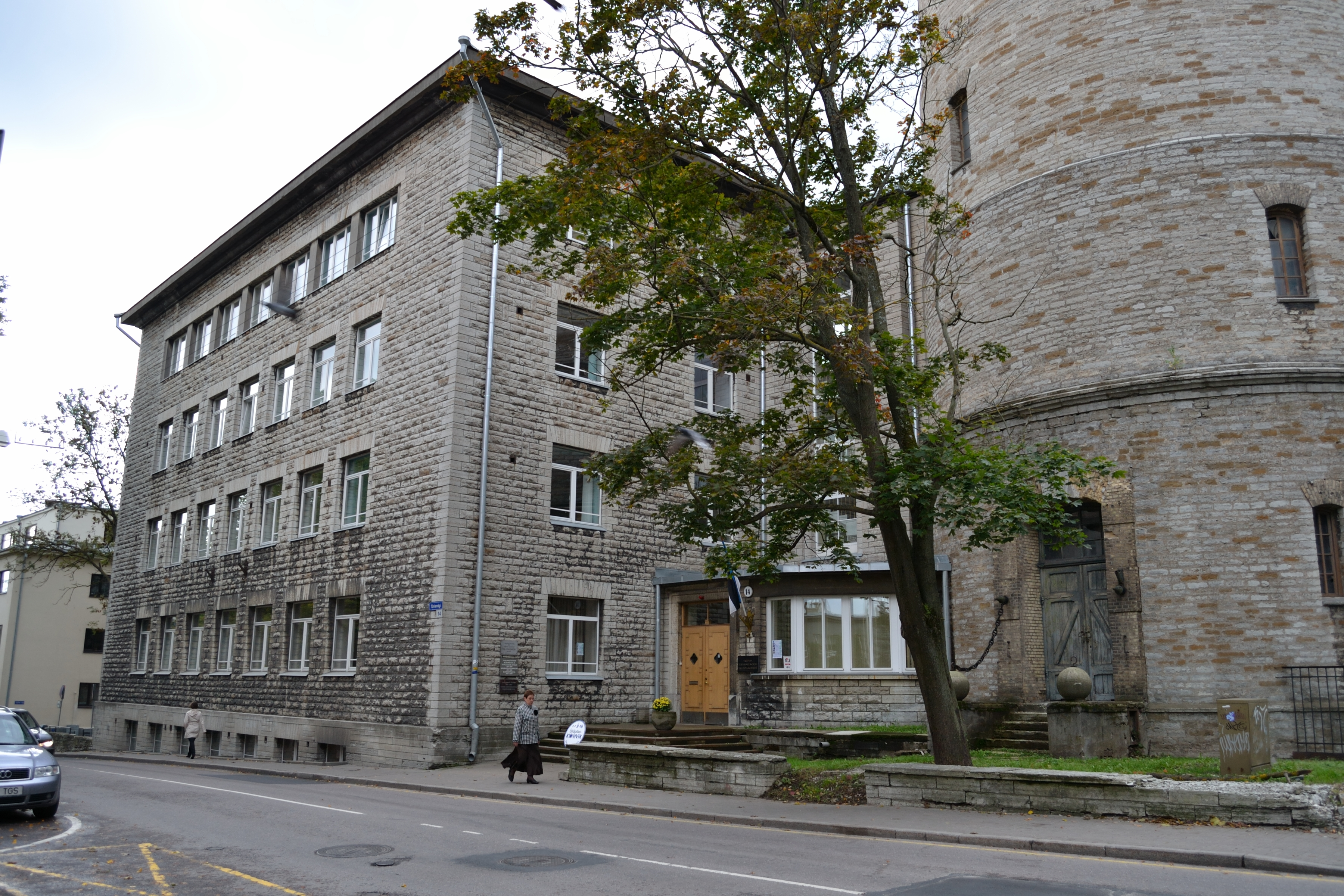
Таллинский колледж ТТУ (памятник архитектуры)

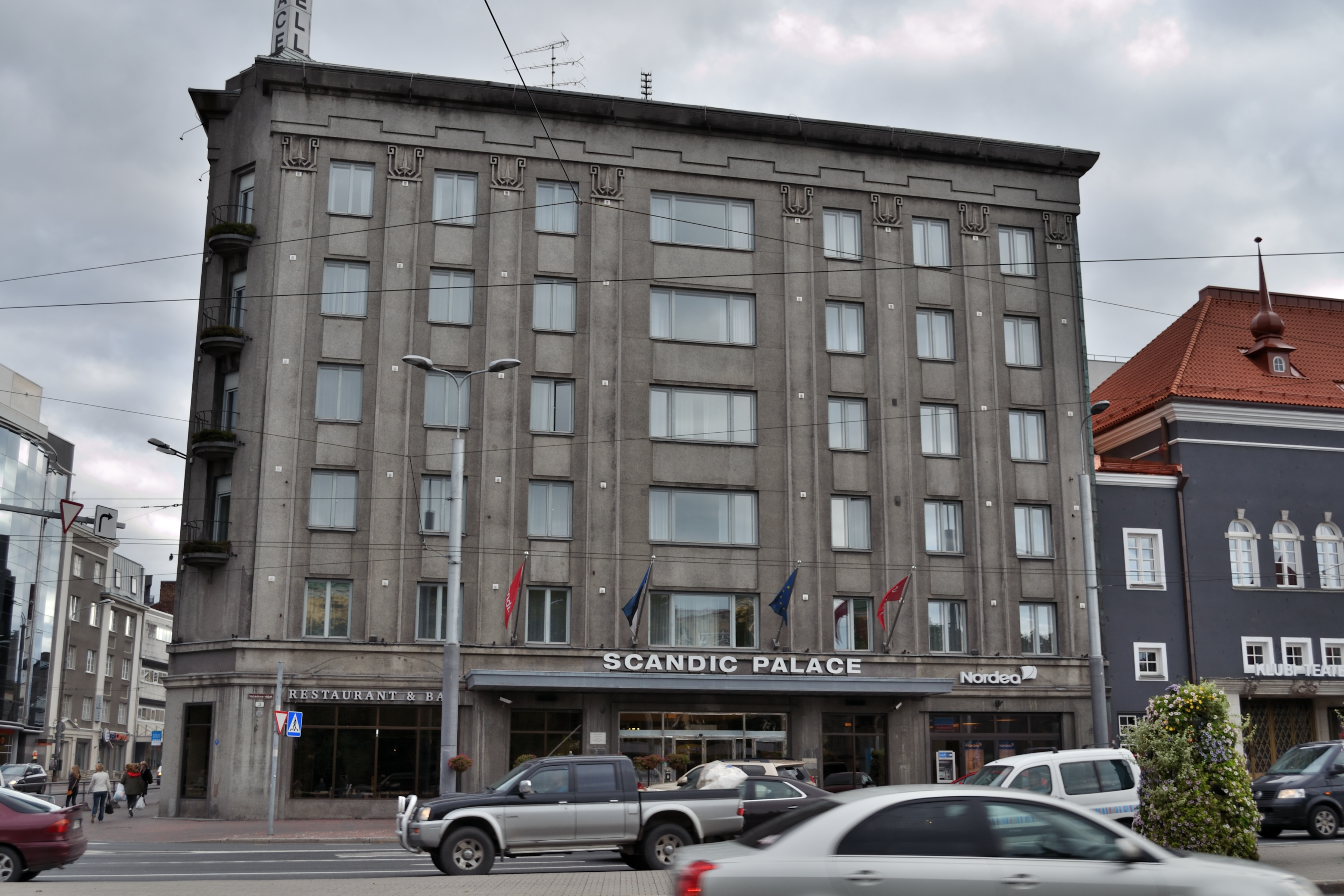
Palace Hotell Tallinn

- Таллинский департамент предпринимательства[эст.], бульвар Каарли 1 / ул. Роозикрантси 2;
- Таллинский департамент городского планирования[эст.], площадь Вабадузе 7;
- посольство Германии, улица Тоом-Кунинга 11;
- посольство Латвии, улица Тынисмяги 10;
- посольство Франции, улица Тоом-Кунинга 20;

## Учреждения образования и культуры
- Национальная библиотека Эстонии, улица Тынисмяги 2;
  - в театральном зале Национальной библиотеки работает Театр VAT[эст.];
- Таллинский колледж Таллинского технического университета[эст.], улица Тынисмяги 14;
- Факультет права Тартуского университета[эст.] (Таллинское отделение), бульвар Каарли 3;
- Институт эстонского языка, улица Роозикрантси 6;
- Таллинский французский лицей, улица Харидузе 3;
- Таллинская Тынисмяэская реальная школа[эст.], Пярнуское шоссе 50;
- Русский театр Эстонии, площадь Вабадузе 5.

## Отели
- «Palace Hotel Tallinn» (ранее «Scandic Palace»), площадь Вабадузе 3.
- «St. Barbara», ул. Роозикрантси 2А[12].

## Памятники архитектуры
- Жилой дом по адресу ул. Веэторни 4[13];
- жилой дом по адресу ул. Роозикрантси 15[14];
- жилой дом по адресу Пярнуское шоссе 36 / ул. Роозикрантси 23[15] и др.

Микрорайон Тынисмяэ, памятники архитектуры
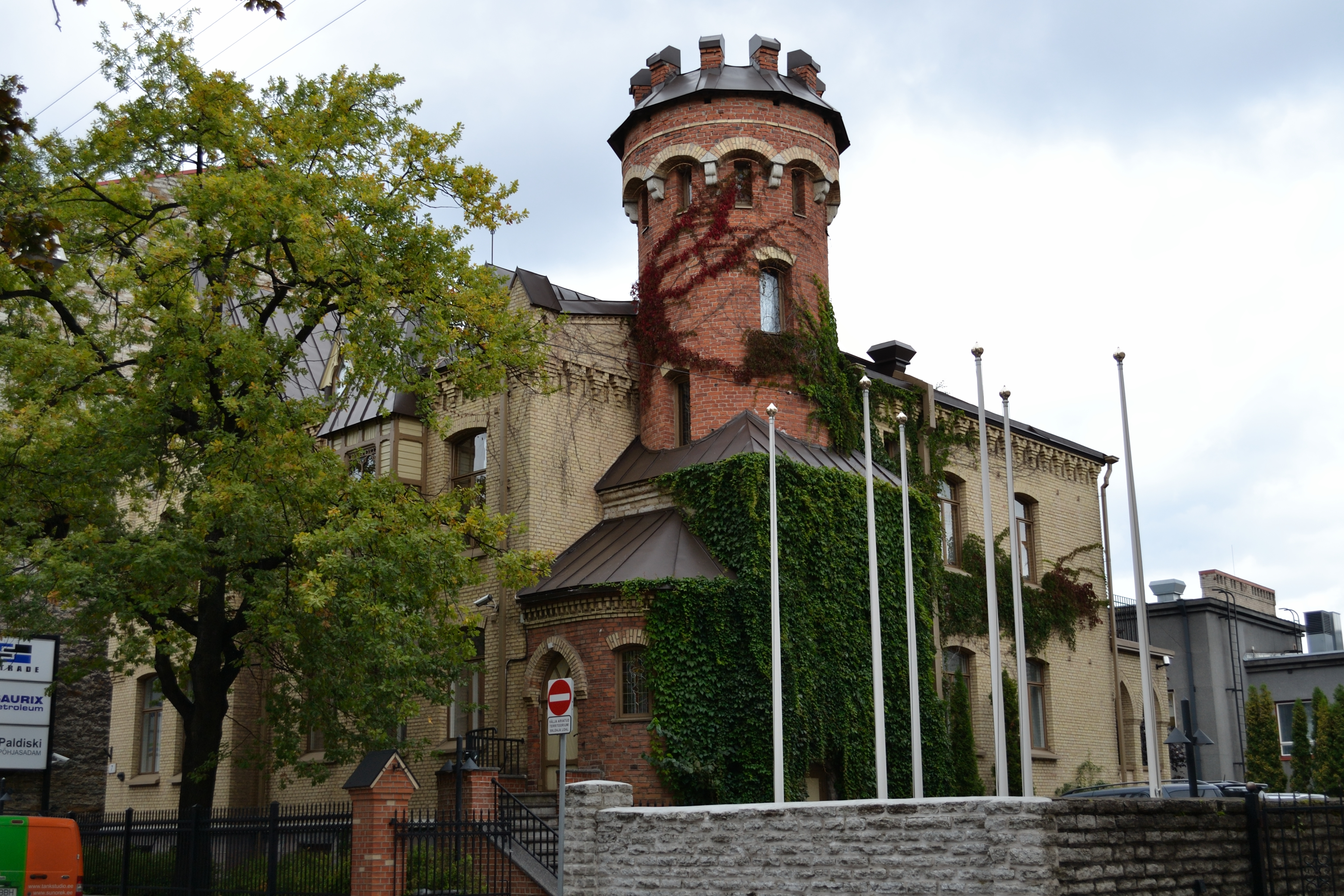
Улица Тынисмяги 7 (1882)
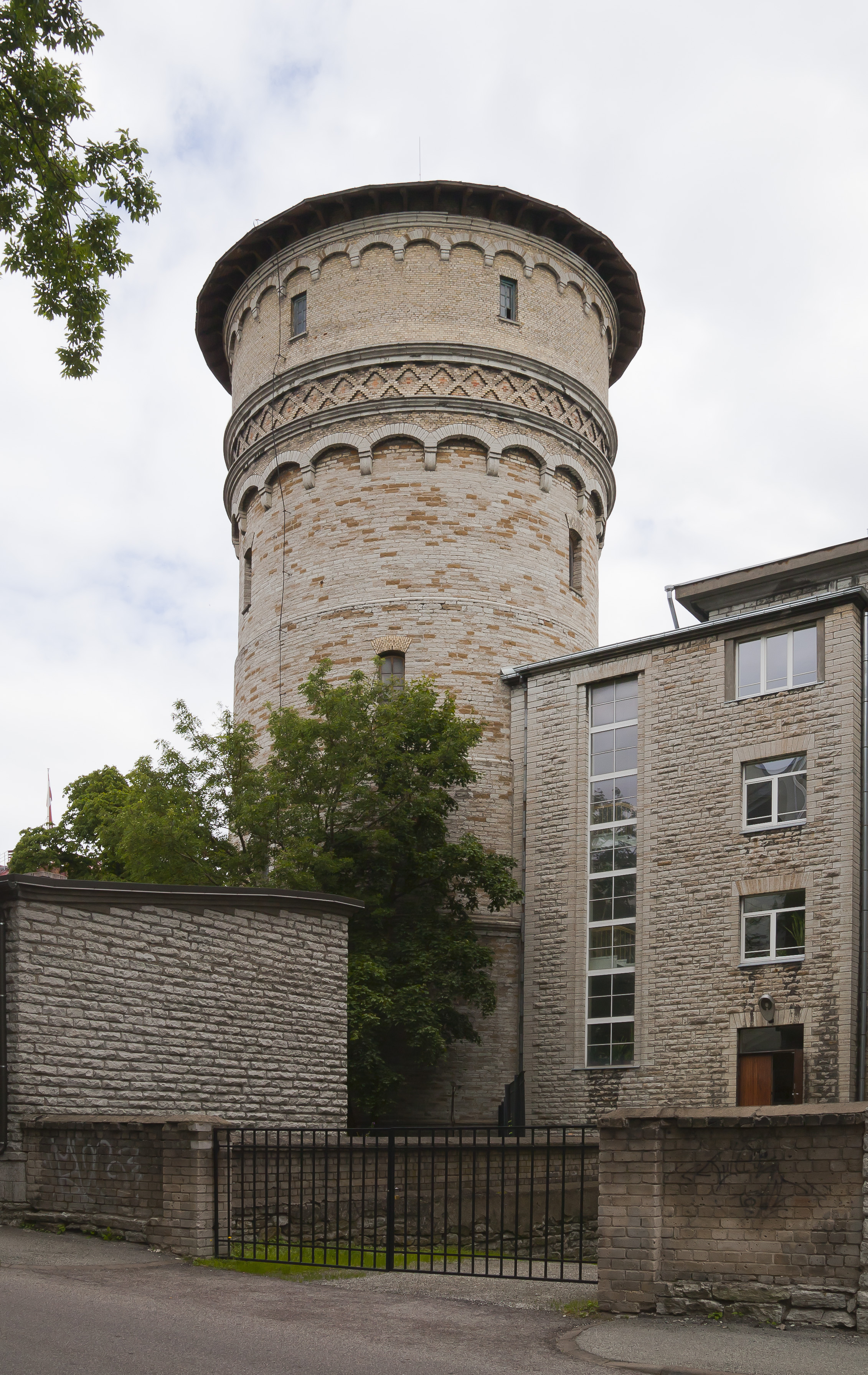
Водонапорная башня (1882)
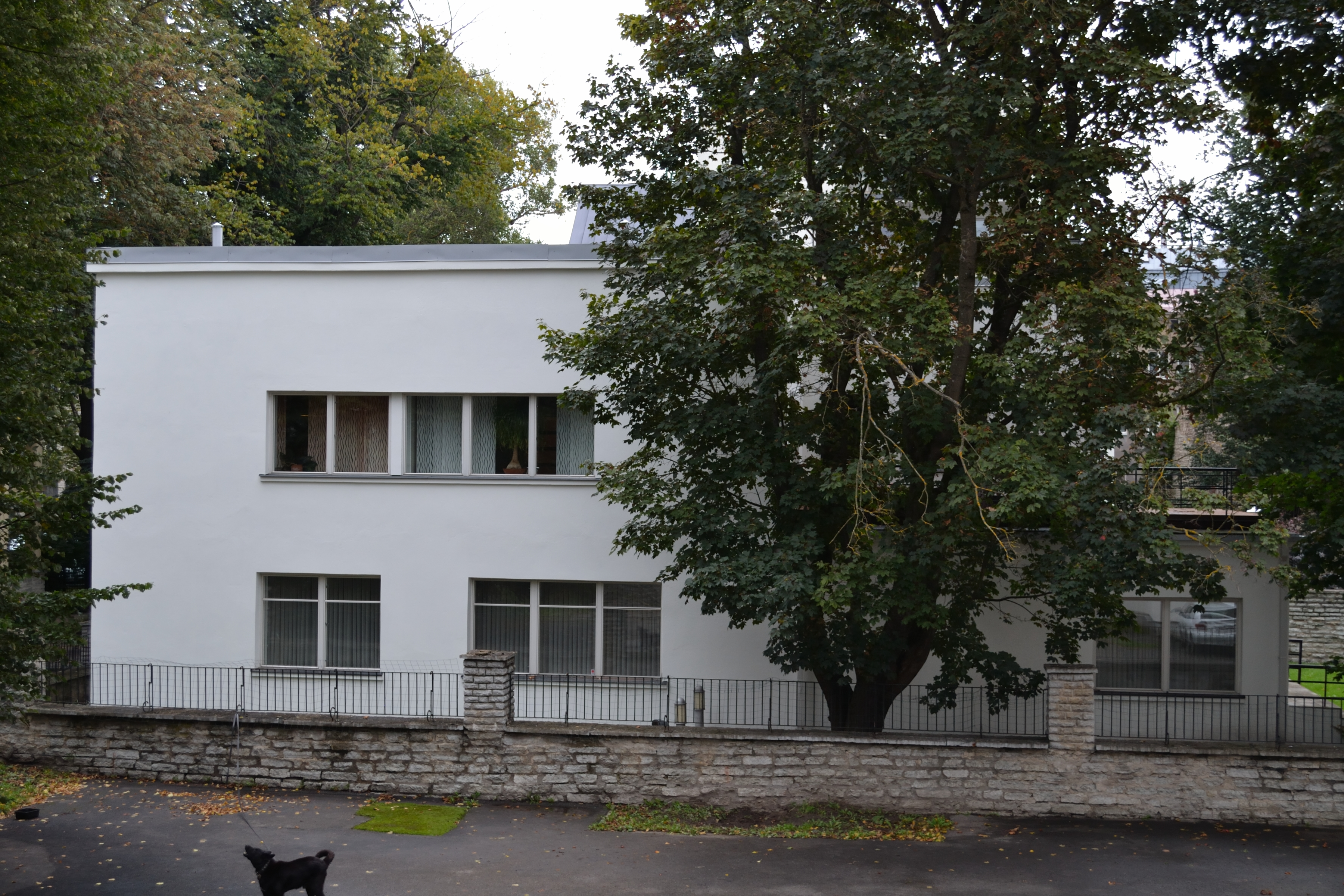
Улица Роозикрантси 4В (1931)
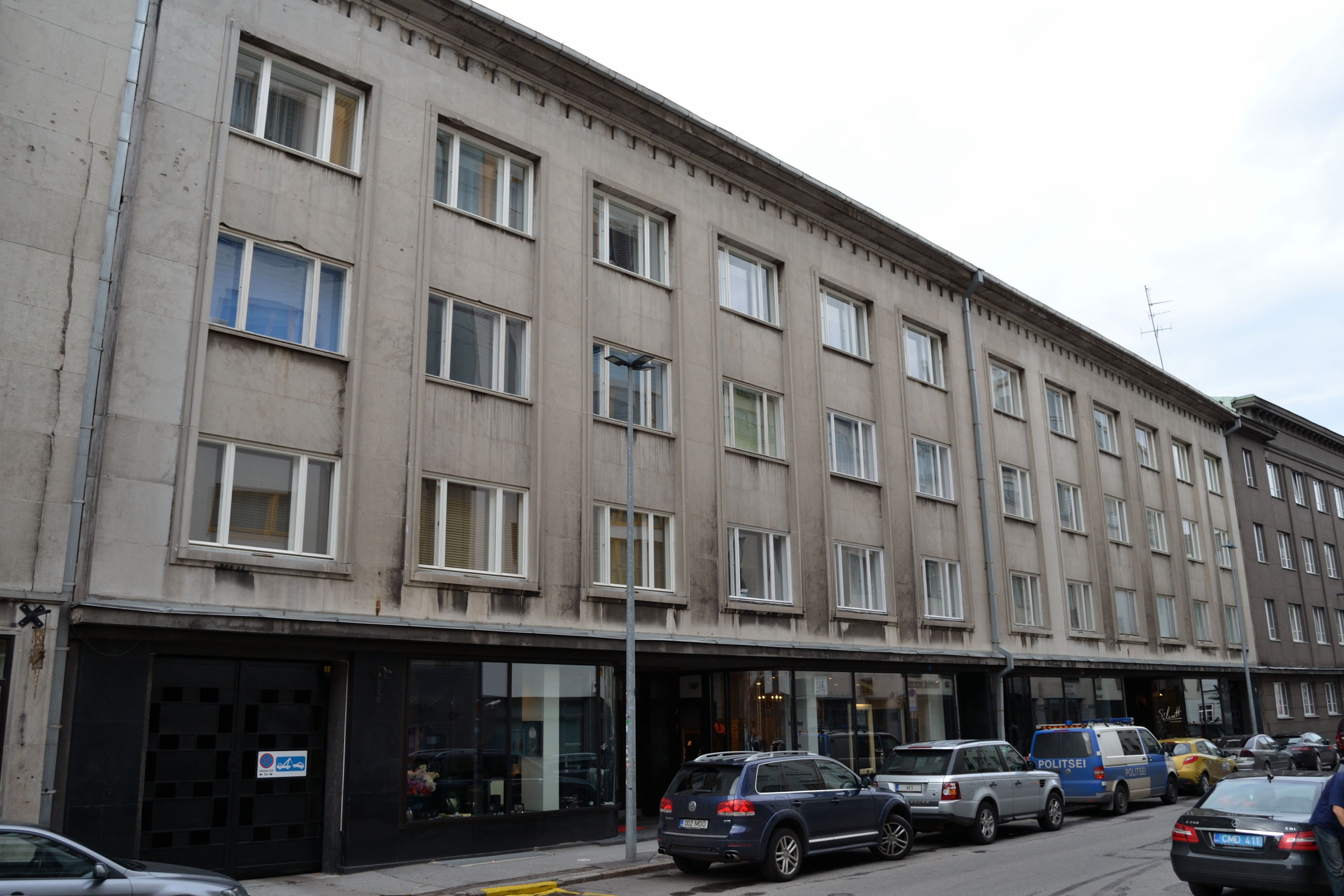
Улица Роозикрантси 8, 8А (1939)
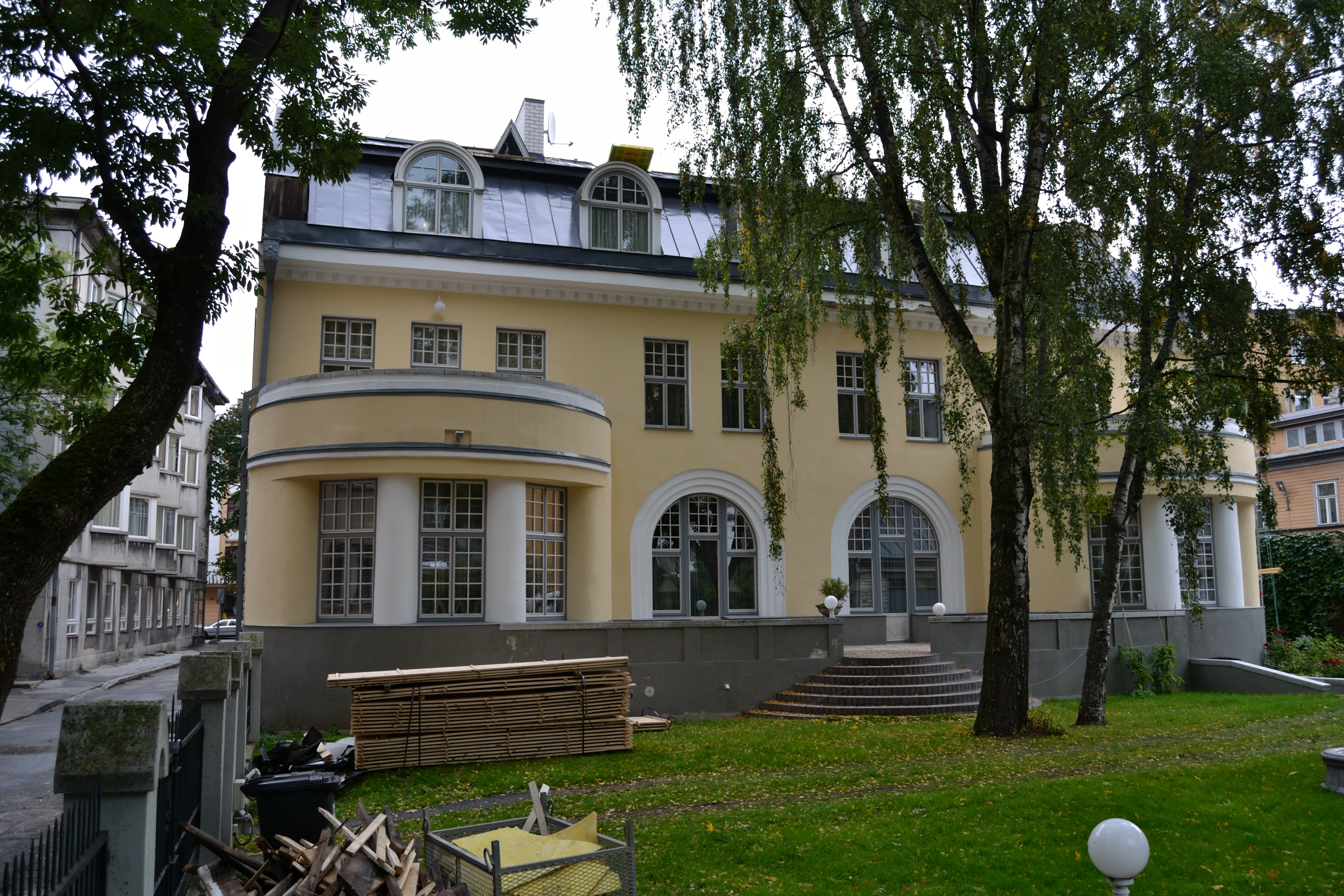
Улица Роозикрантси 10 (1912)
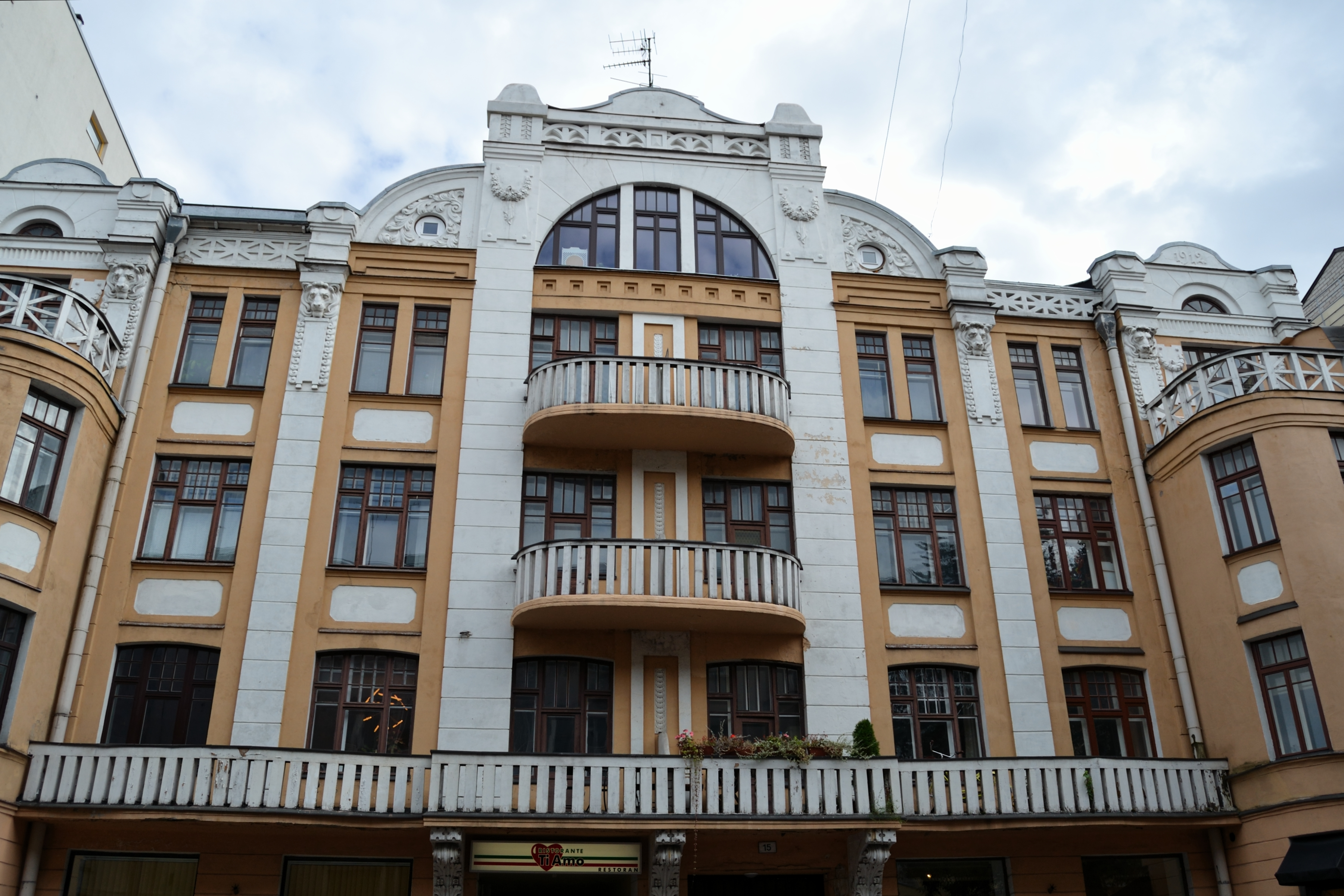
Улица Роозикрантси 15 (1912)
Пярнуское шоссе 10 (1938)
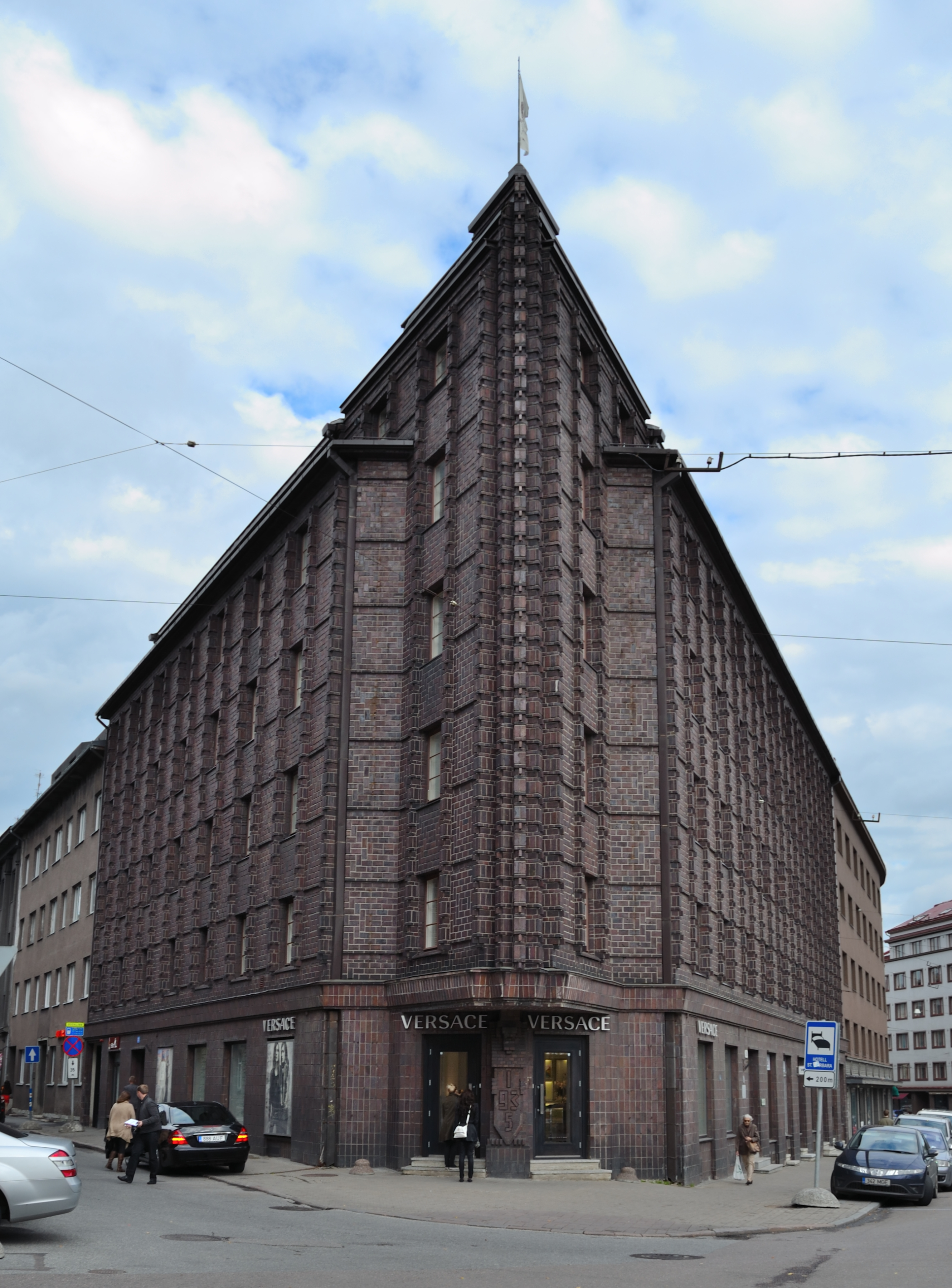
Пярнуское шоссе 36 / ул. Роозикрантси 23 (1935)
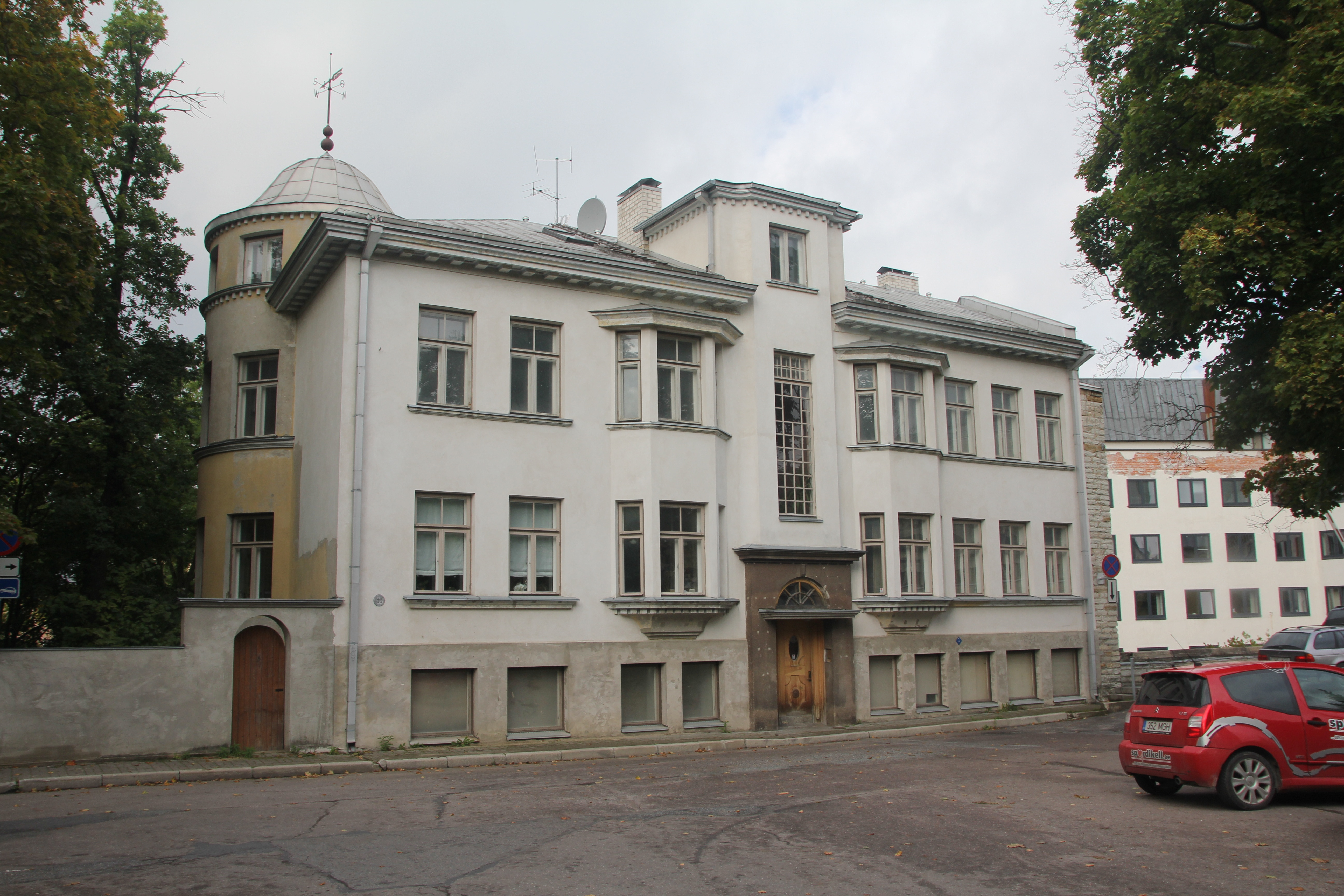
Улица Тоом-Кунинга 10 (1930-е годы)
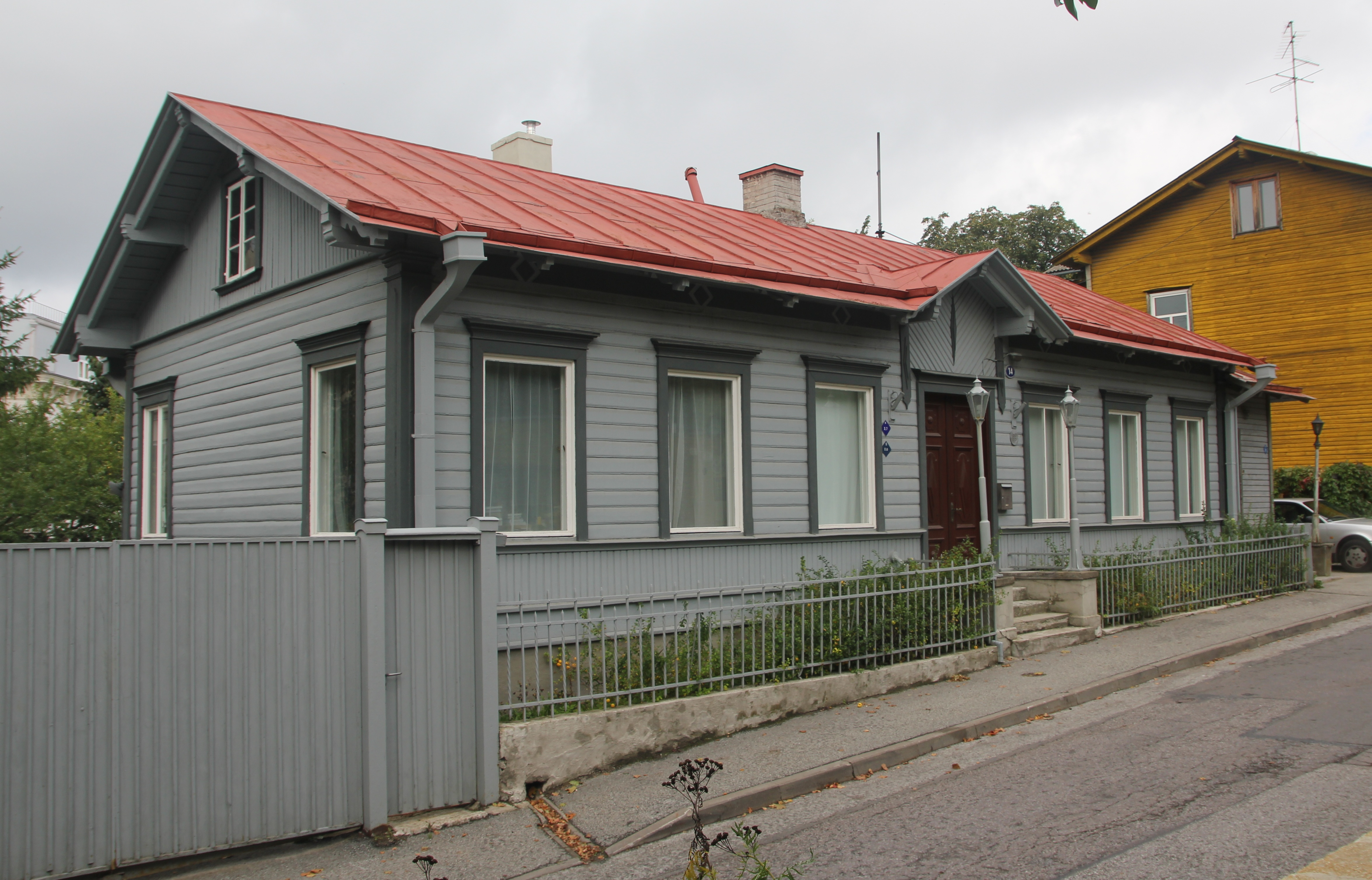
Улица Тоом-Кунинга 14 (XIX век)

## Общественный транспорт
В Тынисмяэ курсируют городские автобусы маршрутов № 5, 14, 18, 18A, 20, 20A, 36, 73 и троллейбусы маршрутов № 1 и 3 (троллейбусное сообщение в городе временно прекращено в 2024 году).

## Галерея

Микрорайон Тынисмяэ
Национальная библиотека Эстонии
Бронзовый солдат на холме Тынисмяги 24 апреля 2007 года
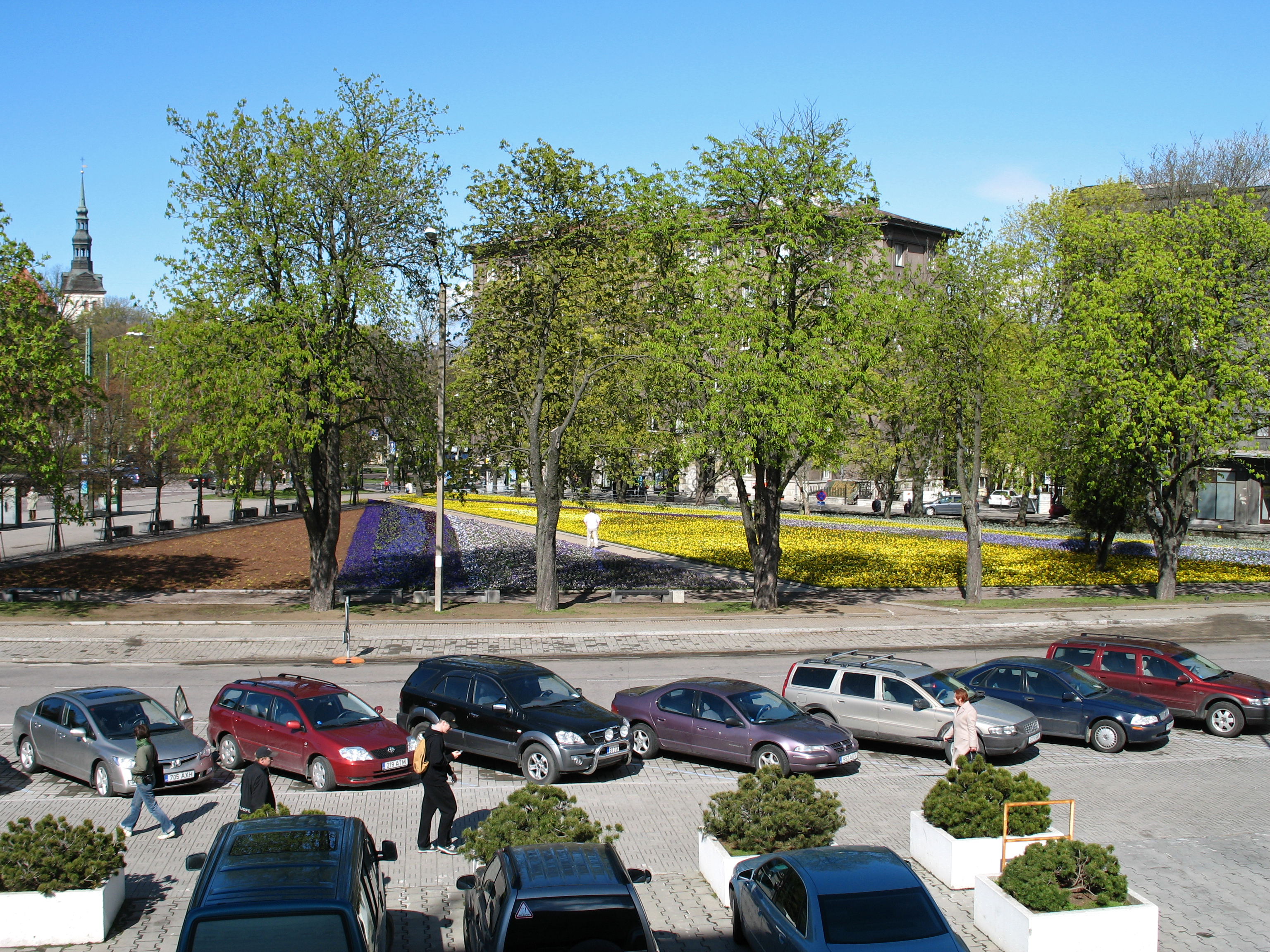
Холм Тынисмяги 11 мая 2007 года
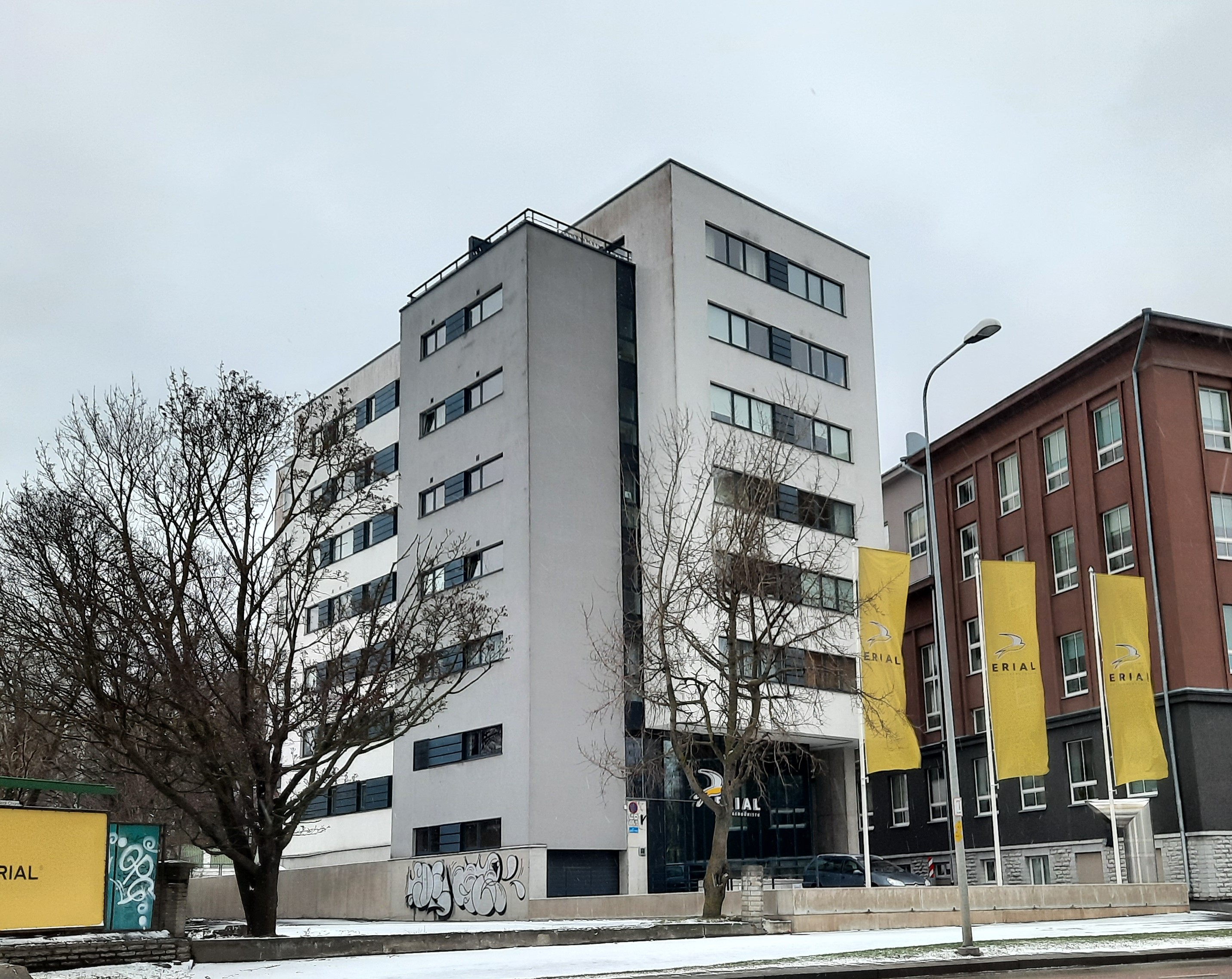
Офисно-жилой дом, ул. Суур-Амеерика 12
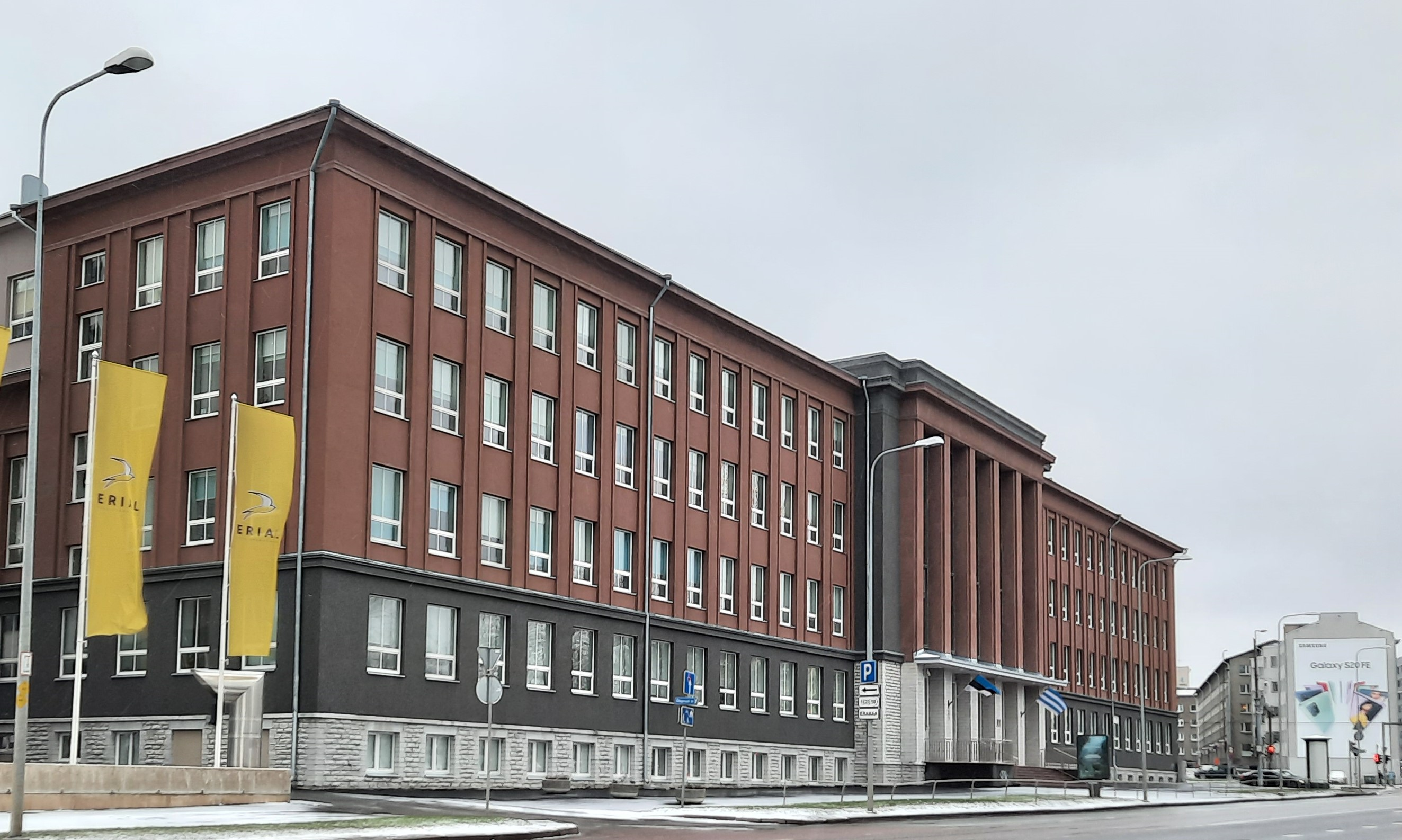
Таллинская Тынисмяэская реальная школа